# Nävekvarns klint
Nävekvarns klint är ett naturreservat i Nyköpings kommun i Södermanlands län.
Området är naturskyddat sedan 2009 och är 232 hektar stort. Reservatet ligger vid norra stranden av yttre Bråviken och består av blandbarrskog och större områden av tallskog. 